# Abbazia di Santa Maria di Spanò
L'abbazia di Santa Maria di Spanò (in latino Sanctae Mariae de Spano) era un'abbazia cistercense situata in un'exclave del comune di Randazzo, alle pendici occidentali dell'Etna, in Sicilia.

## Storia
L'abbazia appartenente alla diocesi di Messina, altrimenti nota come Abbazia di Santa Maria della Stella fu fondata nel 1263 da Nicola di Troina e affidata ai monaci dell'Ordine cistercense dell'abbazia di Santa Maria di Novara di Sicilia, linea Clairvaux.
La vita del monastero fu breve: nel 1310 è documentata l'aggregazione all'abbazia madre di Novara.